# Elezioni parlamentari a Cuba del 1914
Le elezioni parlamentari a Cuba del 1914 si tennero il 1º novembre per eleggere la metà dei parlamentari della Camera dei rappresentanti. Le elezioni furono vinte dal Partito Conservatore Nazionale, che ottenne 22 seggi su 49.

## Risultati
| Liste                          | Voti | %     | Seggi |
| ------------------------------ | ---- | ----- | ----- |
| Partito Conservatore Nazionale |      | 44,90 | 22    |
| Partito Liberale Autonomista   |      | 30,61 | 15    |
| Partito Liberale Unionista     |      | 18,37 | 9     |
| Partito Liberale Provinciale   |      | 4,08  | 2     |
| Partito Nazionale Cubano       |      | 2,04  | 1     |
| Totale                         |      | 100   | 49    |